# Метон Афінський
Метон Афінський (грец. Μέτων ὁ Ἀθηναῖος; родився біля 460 до н.е. — рік смерті невідомий) — давньогрецький астроном, математик та інженер.

## Наукові здобутки
Встановив, що 235 місячних місяців (6940 днів) відповідають 19 сонячним рокам (Метонове коло або Метонів цикл). Поклав це співвідношення в основу давньогрецького місячно-сонячного календаря. Перше Метонове коло почалося в день першого молодика після спостереження Метоном і Евктемоном 27 червня 432 до н. е. сонцестояння, тобто 16 липня 432 до н.е. (григоріан. дата 11/07/432 до н. е.) Для спостереження сонцестоянь Метон споруджував свої стели та інструменти неподалік від площі народних зборів в Афінах. Складав переставні висічені на камені календарі — парапегми, на яких відзначалися цікаві астрономічні події та явища природи. Парапегми встановлювалися в громадських місцях давньогрецьких міст для загального користування.